# Dánszentmiklós
Dánszentmiklós é um município da Hungria, situado no condado de Peste. Tem 38 km² de área e sua população em 2015 foi estimada em 2.818 habitantes.